# Batalha de Tala
Batalha de Tala ou Cerco de Tala (em latim: Thala) foi travada entre as forças da República Romana e as de Jugurta, rei da Numídia, no norte da África.
Depois da derrota na Batalha de Mutul, Jugurta debandou a maior parte de suas tropas e passou a realizar uma guerra de guerrilha contra os romanos, retirando-se para Thala. Quinto Cecílio Metelo e Caio Mário marcharam contra as cidades romanas, perseguindo-o por quarenta dias, mas Jugurta conseguiu escapar todas as vezes antes que os dois conseguissem conquistar a cidade. Depois da derrota de Metelo no Cerco de Zama, os romanos foram obrigados a retornar para Cartago.[carece de fontes?]